# 魏如萱
魏如萱（英語：Waa Wei，1982年10月10日—），臺灣創作女歌手、演員及電台主持人，綽號「娃娃」。2003年出道為自然捲樂團主唱，2006年因喉嚨問題而退出。2007年單飛發行首張個人專輯《甜蜜生活》。曾在中廣音樂網擔任主持人，目前是HitFM聯播網的DJ以及臺北市永康街「maison de waa 花室」商店及「forgood 好多咖啡」咖啡廳的老闆之一。曾6次入圍金曲獎最佳華語女歌手獎，並憑專輯《藏着並不等於遺忘》、《珍珠刑》兩度獲獎。

## 早年
魏如萱出生於臺東縣。父親是黑幫分子魏懷良，其妹魏如昀亦為歌手；創作歌手柯智棠為其表弟。自小父母離異，姊妹倆由祖父母撫養，在花蓮縣富里鄉長大。國小六年級時曾短暫就學於臺北市立介壽國民中學。高中時期就讀華岡藝校戲劇科。至成年後才與母親相認，但不久後母親於2005年病逝，生前留下的債務還讓銀行對魏如萱聲請強制執行扣款；而後魏如萱提起債務人異議勝訴，無須負擔清償責任。

## 職業生涯

### 2003–2006年：自然捲
曾做過幕後和聲，也曾幫楊乃文演唱會練團代唱，魏如萱與貝斯手蔡坤奇（奇哥）相識，兩人便一起組成自然捲樂團，並由魏如萱擔任大部份的歌曲主唱。而樂團的多數詞曲創作、錄混音、製作大多由奇哥一手包辦，樂團歌曲主題大部份屬於生活輕鬆小品，以生活大小事為主軸。魏如萱在樂團的第二張專輯開始也參與部份詞曲創作。
2003年3月，樂團發行了首張手工製作單曲《自然捲》，隔年透過風和日麗唱片行獨立發行第一張專輯《C'est La Vie》，其中歌曲〈Only In My Dream〉、〈坐在巷口的那對男女〉與〈自然捲〉分別成為隆美窗簾、歐蕾「Chocolate-shot」和森永製菓「嗨啾」軟糖的廣告音樂。更憑藉專輯入圍了新加坡金曲獎和台灣第16屆金曲獎的最佳樂團獎。如此多樣的成績促使他們再接再厲發表了《C'est La Vie Vol.2 大捲包小卷》、《風和日麗》。
2006年，在自然捲樂團發行第二張專輯不久之後，由於魏如萱的喉嚨受傷，便去香港休息，期間常返回臺灣演唱廣告歌以維持生活。

### 2007年至今：個人音樂事業
2007年魏如萱重新出發，加盟專門代理國外獨立廠牌音樂的前衛花園唱片，並發行第一張個人專輯《La Dolce Vita 甜蜜生活》，大受市場好評，也帶起了屬於她的清新甜蜜浪潮。
2008年，魏如萱在參與電影《花吃了那女孩》演出之後遇到了陳建騏，兩人聯手完成了第一張個人EP《泡泡》。除此之外，魏如萱也參與《幾米音樂劇-向左走向右走》的演出。
2010年，發行第二張個人專輯《優雅的刺蝟》，此專輯獲得中華音樂人交流協會2010年度十大專輯的肯定，專輯中的歌曲〈我不是數學家〉亦獲選2010年度十大單曲。
2011年，發行第三張個人專輯《不允許哭泣的場合》，此專輯於第23屆金曲獎入圍四項獎項，魏如萱更以此專輯首度角逐最佳國語女歌手獎。
2014年，發行第四張個人專輯《還是要相信愛情啊混蛋們》，魏如萱憑藉此專輯於第26屆金曲獎再次入圍最佳國語女歌手獎。此外，專輯中的歌曲〈在不確定的世界裡〉於該屆金曲獎獲得最佳音樂錄影帶獎。
2015年，發行首本圖文創作集《言花》，並全程參與設計，以她獨特的筆繪及語觸來分享她的生活。
2016年，發行第五張個人專輯《末路狂花》，此專輯連續於第28屆金曲獎及第29屆金曲獎兩屆一共入圍六項獎項。
2019年，發行第六張個人專輯《藏著並不等於遺忘》，並憑藉此專輯於隔年入圍第31屆金曲獎包含年度專輯獎、最佳國語專輯獎等六項獎項，最終魏如萱獲得最佳國語女歌手獎；同時她也擔綱該屆頒獎典禮主持人。
2021年，發行第七張個人專輯《HAVE A NICE DAY》，期間因擔任國際數位平台Spotify《EQUAL》封面人物，代表華語樂壇女性音樂人發聲，個人主視覺登上紐約時代廣場巨幕。
2025年，以第八張個人專輯《珍珠刑》於第36屆金曲獎第二次獲得最佳華語女歌手獎。

### 廣播事業
魏如萱自2004年起開始擔任中廣音樂網的DJ，主持「Wave愛月光」至2005年、「Wave P.S.」至2006年。2007年她在更改英文名後的中廣音樂網（原英文名稱「Wave Radio」，新英文名稱「i radio FM96」）主持「i-Happy」（星期一至五，晚上十點至十二點）到2011年1月31日離開中廣。2011年4月18日加入HitFM聯播網，主持週一至週五晚上9點到11點播出的廣播節目「OH夜DJ」至今。

## 個人生活
2012年參演幾米音樂劇「地下鐵」與隆宸翰搭檔演出進而交往，2018年登記結婚，同年11月兒子出生。2022年10月5日宣佈離婚。
2025年7月，被爆與小21歲的網紅Ian交往，但傳出爭議。

## 音樂夥伴
Lovely Baby
魏如萱在伯樂陳建騏的率領下，與其樂手組成Lovely Baby樂團。
| 樂團成員 | 別名  | 擔任   | 備註                                                                |
| 韓立康   | 阿康  | 吉他手 | 椰子!! Coconuts吉他手， 亦是徐佳瑩、林宥嘉等人樂手                  |
| 張瀚中   | 阿雞  | 鍵盤手 | 十九兩樂團手風琴手、拷秋勤樂手及樂器編製， 亦是徐佳瑩、萬芳等人樂手 |
| 賴聖文   | Peter | 鼓手   | 椰子!! Coconuts鼓手， 亦是徐佳瑩、陳珊妮等人樂手                    |
| 柯遵毓   | Jack  | 貝斯手 | 林宥嘉等人樂手                                                      |
| 徐平     | 徐皮  | 吉他手 | 死未來 The Dead Future吉他手                                        |

| 過往成員 | 別名 | 擔任   | 備註                                                  |
| 黃少雍   | 小雍 | 貝斯手 | 林瑪黛合成器兼貝斯手， 成立電子音樂廠牌，退出樂手工作 |

## 音樂作品

### 錄音室專輯
| 專輯名稱                   | 發行日期       | 廠牌      |
| 《La Dolce Vita 甜蜜生活》 | 2007年11月8日  | 前衛花園  |
| 《優雅的刺蝟》             | 2010年5月27日  | 銀翼      |
| 《不允許哭泣的場合》       | 2011年11月10日 | 銀翼 添翼 |
| 《還是要相信愛情啊混蛋們》 | 2014年5月9日   | 添翼      |
| 《末路狂花》               | 2016年11月11日 | 索尼音樂  |
| 《藏著並不等於遺忘》       | 2019年11月20日 | 索尼音樂  |
| 《HAVE A NICE DAY》        | 2021年6月23日  | 何樂音樂  |
| 《珍珠刑》                 | 2024年12月24日 | 何樂音樂  |

### 迷你專輯
| 專輯名稱               | 發行日期       | 附註 |
| 《生活練習曲》         | 2007年10月31日 | 收錄曲：啦啦啦啦（Demo）、一起去旅行（Demo）、世界末日的某各角落（Demo）、Sous Les Branches、En Chantant（前三首選自《La Dolce Vita 甜蜜生活》專輯裡的歌曲Demo，後兩首則選自夢的雅朵《Cher Mon Amoureux 戀人絮語》專輯的兩首新作） |
| 《泡泡》               | 2008年7月11日  | 收錄曲：等等等、我在想唱一首歌、泡泡、買你 |
| 《在哪裡》             | 2011年1月23日  | 收錄曲：香格里拉、我家樓下、門、If、哪 |
| 《沒有星期五的無人島》 | 2012年10月10日 | 收錄曲：沒有星期五的無人島、壞掉的戀曲、Je t'aime,moi non plus |

### 單曲
| 單曲名稱                      | 發行日期       | 附註                                                                                           |
| 《我爸的筆》                  | 2010年5月27日  | 此單曲為《優雅的刺蝟》專輯預購禮，並隨CD附贈限量「我爸的筆」一支；而後成為電影《大宅們》主題曲 |
| 《織花》                      | 2013年10月1日  | 2012 晚安晚安演唱會紀念單曲                                                                    |
| 《買你清爽der》               | 2017年4月28日  | 改編自《買你》，與黑松沙士清爽der合作廣告曲                                                    |
| 《星期三或禮拜三》            | 2017年7月19日  | 與馬頔合唱，為「末路狂花臺北小巨蛋演唱會」打造單曲；而後收錄於《藏著並不等於遺忘》專輯中       |
| 《Don't cry Don't cry》       | 2018年3月23日  | 電視劇《你的孩子不是你的孩子》主題曲；而後收錄於《藏著並不等於遺忘》專輯中                     |
| 《friDay 超展開》             | 2018年4月30日  | 與J.Sheon合唱；friDay 活動主題曲                                                               |
| 《曬傷》                      | 2018年8月13日  | 偶像劇《種菜女神》片頭曲                                                                       |
| 《你啊你啊 金曲主持人特別版》 | 2020年9月30日  | feat. 蔡旻佑；改編自《你啊你啊》，作為金曲主持人記者會上，以埋入藏頭詩公佈的神秘單曲           |
| 《HAVE A NICE DAY》           | 2021年2月18日  | 2021巡迴演唱會同名歌曲；而後收錄於《HAVE A NICE DAY》專輯中                                    |
| 《天使不再夜未眠》            | 2021年4月8日   | 能恩全護3廣告曲                                                                                |
| 《查有此人》                  | 2021年11月8日  | 查有此人（電視劇《茶金》主題曲）                                                               |
| 《查有此人》                  | 2021年12月17日 | 查有此人（客語版）（電視劇《茶金》主題曲）                                                     |
| 《抉擇》                      | 2022年1月12日  | 重新詮釋電影《瀑布》主題曲；為「HAVE A NICE :DAY巡迴演唱會」現場演唱實錄Live版本               |
| 《哎呀哎呀》                  | 2022年6月1日   |                                                                                                |
| 《Love is the answer》        | 2022年12月22日 | 麥當勞廣告曲                                                                                   |
| 《買你》                      | 2023年1月30日  | 為「HAVE A NICE :DAY巡迴演唱會」現場演唱實錄Live版本                                           |
| 《我爸的筆》                  | 2023年2月6日   | 為「HAVE A NICE :DAY巡迴演唱會」現場演唱實錄Live版本                                           |
| 《吼喲》                      | 2023年2月13日  | 為「HAVE A NICE :DAY巡迴演唱會」現場演唱實錄Live版本                                           |
| 《我在紐約打電話給你》        | 2023年11月11日 | 數位上架；而後以單曲CD形式成為《珍珠刑》專輯預購禮                                             |

### 實況專輯
| 專輯名稱                                               | 發行日期       | 附註 |
| 《2010《優雅的刺蝟》香港音樂會 - Live》                | 2011年11月10日 | 此現場錄音CD為《不允許哭泣的場合》專輯預購贈品                                                              |
| 《晚安晚安演唱會》（2CD+2DVD）                         | 2012年10月11日 | 此為收錄於2012年3月4日台北國際會議中心大會堂舉行的「2012 魏如萱《晚安晚安》個人首場TICC演唱會」現場演唱實錄 |
| 《maa wei〈milk and honey〉孕期限定演唱會live》（2CD） | 2018年11月28日 | 此為收錄於2018年8月26日台北國際會議中心舉行的「〈milk and honey〉孕期限定演唱會」現場演唱實錄               |

### 合輯
| 專輯名稱                                     | 發行日期       | 附註                                         |
| 《2007 Hit FM Future Maker 記事本》          | 2006年11月17日 | 收錄曲：香格里拉                             |
| 《2008 簡單生活節 音樂特典原創紀念盤》       | 2008年12月10日 | 收錄曲：泡泡                                 |
| 《信心地圖》                                 | 2009年6月26日  | 收錄曲：有了你                               |
| 《黑市音樂合輯 2011》                        | 2011年7月15日  | 收錄曲：脫光光（Sleep Version）              |
| 《女也 Herstory with Mayday》                | 2015年6月26日  | 收錄曲：愛情萬歲（原唱為五月天）             |
| 《戀愛筆記》                                 | 2016年8月5日   | 收錄曲：複誦（與Easy Shen合唱）              |
| 《查無此人 Where Have All the Flowers Gone》 | 2019年5月14日  | 收錄曲：很難很難（與鳳小岳合唱）             |
| 《青春重置計畫3 劇好聽》                     | 2020年8月11日  | 收錄曲：街角的祝福（原唱為戴佩妮）           |
| 《不完美人生指南 年度限定合作企劃》          | 2020年11月5日  | 收錄曲：什麼跟什麼有什麼關係（與許光漢合唱） |
| 《Bare Daydream（赤裸夢境）》                | 2024年9月19日  | 收錄曲：你是我最喜歡的人類（與楊英格合唱）   |

### 原聲帶
| 專輯名稱                                      | 發行日期       | 附註 |
| 《花吃了那女孩 電影原聲帶》                   | 2008年8月15日  | 收錄曲：泡泡                                                                                              |
| 《向左走向右走 音樂劇配樂專輯》               | 2008年9月19日  | 收錄曲：反正大家都愛過誰也不欠、愛在波西米亞、被雨傷透、遊蕩-不能遺忘的全部都在左邊、奇異的城市、低低星垂 |
| 《愛LOVE 電影原聲帶》                         | 2012年2月10日  | 收錄曲：飛鳥、我們                                                                                        |
| 《2012 幾米音樂劇《地下鐵》原聲帶》           | 2012年7月11日  | 收錄曲：（失明前）我想記得的47件事情、生命還是一樣的…月台 等                                              |
| 《2013 幾米音樂劇《向左走向右走》原聲帶精選》 | 2013年4月23日  | 收錄曲：皆有參與                                                                                          |
| 《幾米音樂劇-向左走向右走 EP / 遊蕩》         | 2014年3月12日  | 收錄曲：遊蕩（左邊版）、遊蕩（相遇版，與蔡旻佑合唱）                                                      |
| 《洋子Yoko 舞台劇限定單曲》                   | 2015年10月9日  | 收錄曲：那邊的女人，這邊的貓（改寫自「黑貓的計謀」，並重新編曲）                                          |
| 《2016 幾米音樂劇《向左走向右走》單曲》       | 2016年3月18日  | 收錄曲：被雨傷透（與王大文合唱）                                                                          |
| 《用九柑仔店 電視劇原聲帶》                   | 2019年11月13日 | 收錄曲：你啊你啊（插曲）、陪著你-電視版（插曲）                                                           |
| 《揭大歡喜 電影原聲帶》                       | 2020年10月19日 | 收錄曲：世界是個舞台（主題曲）                                                                            |
| 《2022 幾米音樂劇《向左走向右走》原聲帶》     | 2022年11月27日 | 收錄曲：這座城市的窗之歌、關於翻譯家與提琴手的那部電影、鐵達尼號（call out愛神）                          |
| 《八戒 電影原聲帶》                           | 2024年5月15日  | 收錄曲：借（國語、臺語及客語版，主題曲）                                                                  |

### 影視配唱
| 影視名稱                     | 發行日期 | 附註                                |
| 《回到愛開始的地方》（電影） | 2013年   | 收錄曲：愛的季節（片尾曲）          |
| 《飛天小女警》（電視動畫）   | 2016年   | 收錄曲：誰有超能力?（中文版主題曲） |

### 其他歌曲創作
註：非收錄於個人專輯之歌曲創作
| 演出者與專輯名稱                       | 發行日期       | 收錄曲                                               | 創作部分 |
| 何欣穗《花吃了那女孩 電影原聲帶》      | 2008年8月15日  | 想想                                                 | 詞       |
| 吳立琪《花吃了那女孩 電影原聲帶》      | 2008年8月15日  | 尋找                                                 | 詞       |
| 何韻詩《無名．詩》                     | 2010年9月30日  | 愛麗絲夢遊仙境症候群、鋼鐵人 、無名（與郭啟華合寫）  | 詞       |
| 鍾舒祺《不一樣》                       | 2010年11月4日  | Runway                                               | 詞       |
| 陳建騏《祕密花開了》                   | 2011年1月7日   | 秘密花開了（由魏如萱演唱）                           | 詞、曲   |
| 飢餓藝術家《價值》                     | 2011年7月15日  | 雌性動物                                             | 詞       |
| 梁曉雪《I'll be there / 在你身邊》     | 2011年10月24日 | In the ocean                                         | 和聲編寫 |
| 何韻詩《Awakening》                    | 2012年5月11日  | 茫茫、花辭（與何秀萍合寫）、癡情司                   | 詞       |
| 山東《我是山東》                       | 2012年9月26日  | Can I Be Your Baby?                                  | 詞       |
| 盧凱彤《你安安靜靜地躲起來》           | 2012年11月16日 | 了不起（與盧凱彤合寫）                               | 詞       |
| 飢餓藝術家《夏娃。上帝之死》           | 2012年11月30日 | 雌性動物、體味                                       | 詞       |
| 謝沛恩《What's Mine》                  | 2012年12月25日 | 文藝電影                                             | 詞       |
| 頑童MJ116《FRESH GAME》                | 2014年8月1日   | Man in the Mirror（與頑童MJ116合寫）                 | 詞       |
| 許茹芸《奇蹟》                         | 2014年10月31日 | 柔軟的冷漠                                           | 詞、曲   |
| 柯智棠《你不真的想流浪》               | 2015年8月28日  | Goodbye & Goodnight（中文版）                        | 詞       |
| 魏如昀《所謂如昀》                     | 2016年4月13日  | 不科學公寓                                           | 詞、曲   |
| 眾星《幾米音樂劇《地下鐵》原聲帶精選》 | 2017年1月14日  |                                                      | 詞       |
| 陳珊妮《戰神卡爾迪亞》                 | 2017年10月3日  | 不要不要（與陳珊妮合寫）                             | 詞、曲   |
| 二珂《帶著音樂去旅行》                 | 2017年10月11日 | 帶著音樂去旅行（與Risto Asikainen、Janne Hyöty合寫） | 曲       |
| 容祖兒《答案之書》                     | 2018年10月19日 | 綁夢                                                 | 詞       |
| 林志玲《You and me》（數位公益單曲）   | 2018年11月21日 | You and me（與Antti Hynninen合寫）                   | 曲       |
| 宮閣《晝鳴曲》                         | 2018年12月25日 | Tokyo（與宮閣合寫）                                  | 曲       |
| 布朗《用力》                           | 2019年5月14日  | 那邊的貓，這邊的我們（與陳布朗、Toshiya Fueoka合寫） | 詞       |
| 楊丞琳《刪·拾 以後》                   | 2019年11月27日 | 空空（作曲與韓立康合寫）                             | 詞、曲   |
| 甜約翰《In Mind》                      | 2022年11月2日  | 不小心愛上你（與石裕獎合寫）                         | 詞       |
| 陳昊森《Almost Human》                 | 2023年11月9日  | 一起流浪                                             | 詞       |
| 竇靖童《空中飛人》                     | 2024年9月9日   | 可憐的東西                                           | 詞       |
| 周興哲《Almost 幾乎是愛情》            | 2024年11月26日 | I LOVE US                                            | 詞       |
| 林家謙《隱形色》                       | 2024年12月16日 | 聽到你一聲「喂～」，我沒了。                         | 詞       |

### 其他演唱歌曲
註：非收錄於個人專輯之演唱歌曲
| 演出者與專輯名稱                                   | 發行日期       | 收錄曲                                | 附註 |
| 黃玠《綠色的日子》                                 | 2007年6月30日  | 25歲、做朋友                          | 與黃玠合唱 |
| 沼澤和朋友們《變形記》                             | 2008年4月26日  | 時光倒流、門                          | 原唱沼澤樂隊 |
| 徐佳瑩《極限》                                     | 2010年9月3日   | 極限                                  | 參與和聲 |
| 好好先生 w 魏如萱《年輕的心》                      | 2011年1月7日   | 全曲                                  | 化身「難搞小姐」，與姚國禎、葛凡合唱 |
| 陳建騏《祕密花開了》                               | 2011年1月7日   | 秘密花開了                            | 詞、曲皆出自個人創作 |
| 陳建騏《祕密花開了》                               | 2011年1月7日   | 小女孩遇見毛毛兔                      | 與劉葳、蘇鈺雯、呂珍誼合唱 |
| 飢餓藝術家《價值》                                 | 2011年7月15日  | 活下去                                | 與其主唱Oliver合唱 |
| 黃建為《再一次旅行》                               | 2011年8月23日  | 媽媽的小星願                          | 參與和聲 |
| 梁曉雪《I'll be there / 在你身邊》                 | 2011年10月24日 | In the ocean                          | 參與和聲與和聲編寫 |
| MISTER MOUTH 嘴哥樂團《光這麼說：》                | 2014年7月18日  | Her                                   | 與其主唱柯仲倫合唱 |
| 頑童MJ116《FRESH GAME》                            | 2014年8月1日   | Man in the Mirror                     | 與其三位成員合唱，並參與填詞 |
| Easy Shen《如果身體全部開放了》                    | 2015年5月15日  | 複誦                                  | 與Easy Shen合唱 |
| 柯智棠《你不真的想流浪》                           | 2015年8月28日  | Goodbye & Goodnight（中文版）         | 參與和聲，並參與填詞 |
| 陳珊妮《戰神卡爾迪亞》                             | 2017年10月3日  | 不要不要                              | 與陳珊妮合唱，並合寫詞曲，為此專輯附錄單曲 |
| 孫盛希《希遊記》                                   | 2018年10月31日 | 我又不是女超人                        | 與孫盛希合唱 |
| 宮閣《晝鳴曲》                                     | 2018年12月25日 | Tokyo                                 | 與宮閣合唱，並合寫曲 |
| 布朗《用力》                                       | 2019年5月14日  | 那邊的貓，這邊的我們                  | 與布朗合唱，並參與填詞 |
| 眾星《現在開始做朋友》                             | 2019年9月6日   | 現在開始做朋友                        | 第二屆「愛之日常」音樂節主題曲，與徐佳瑩、艾怡良、彭佳慧、楊乃文、蕭煌奇、伍思凱、黃子佼、陶晶瑩、光良、MATZKA、柯智棠、HUSH、A-Lin、萬芳、江美琪、紀曉君、戴愛玲及桑布伊合唱 |
| 蘇慧倫《面面》                                     | 2020年3月9日   | 氣溫37度的遐想                        | 與蘇慧倫合唱 |
| 李友廷《如果你也愛我就好了》                       | 2020年12月1日  | 想怎樣                                | 與李友廷合唱 |
| 譚維維《3811》                                     | 2020年12月11日 | 魚玄機                                | 與譚維維合唱 |
| 蔣卓嘉《G》                                        | 2021年9月24日  | EY                                    | 與蔣卓嘉合唱 |
| 裘德《最後的水族館》                               | 2021年12月24日 | 最後的水族館                          | 與裘德合唱 |
| 奇哥《身心靈大全集》                               | 2022年6月24日  | Lost                                  | 與奇哥合唱 |
| 甜約翰《In Mind》                                  | 2022年11月2日  | 不小心愛上你                          | 與其主唱浚瑋及鍵盤手曼達合唱，並參與填詞 |
| 傻子與白痴《After After Party》                    | 2022年12月28日 | After After Party                     | 與其主唱蔡維澤合唱 |
| 陳昊森《Almost Human》                             | 2023年11月9日  | 一起流浪                              | 與陳昊森合唱，並參與填詞 |
| 竇靖童《空中飛人》                                 | 2024年9月9日   | 可憐的東西                            | 與竇靖童合唱，並參與填詞 |
| 恐龍的皮《I Dig You》                              | 2024年10月23日 | Meteor Shower                         | 與其成員合唱 |
| 周興哲《Almost 幾乎是愛情》                        | 2024年11月26日 | I LOVE US                             | 與周興哲合唱，並參與填詞 |
| 馬天佑《nude》                                     | 2025年5月28日  | 我們什麼都不是… but we are everything | 與馬天佑合唱 |
| 鶴 The Crane《Same Stories, Different Narratives》 | 2025年6月20日  | 心臟的右邊 / Right Side of My Heart   | 與鶴 The Crane合唱 |

## 演唱會
| 演唱會名稱                    | 日期           | 國家/城市 | 地點                             | 表演嘉賓                          | 附註                                                                                |
| 晚安晚安演唱會                | 2012年3月4日   | 臺北      | 台北國際會議中心                 | 魏如昀                            | 個人首場TICC演唱會， 首次舉辦大型售票演唱會                                         |
| 晚安晚安演唱會                | 2012年10月6日  | 臺中      | 中興大學惠蓀堂                   | 盧廣仲                            | 好評夢幻加演場                                                                      |
| 晚安晚安演唱會                | 2012年10月28日 | 香港      | 九龍灣國際展貿中心 展貿廳3       | 盧凱彤                            |                                                                                     |
| 捉迷藏 Hide and Seek 演唱會   | 2014年5月17日  | 臺北      | 臺北小巨蛋                       | 黃玠 陳建騏 蔡旻佑 蘇珮卿 陳綺貞  | 首次舉辦萬人演唱會                                                                  |
| 捉迷藏 Hide and Seek 演唱會   | 2014年11月12日 | 香港      | 九龍灣國際展貿中心 Star Hall     |                                   |                                                                                     |
| 末路狂花 巡迴演唱會           | 2017年3月11日  | 高雄      | 高雄巨蛋                         | 陳建騏                            |                                                                                     |
| 末路狂花 巡迴演唱會           | 2017年3月28日  | 香港      | 九龍灣國際展貿中心 匯星Star Hall | 陳建騏                            |                                                                                     |
| 末路狂花 巡迴演唱會           | 2017年4月21日  | 北京      | 疆進酒OMNI SPACE                 |                                   | 此為小型演出，定名為 "末路小狂花北京演唱會"                                         |
| 末路狂花 巡迴演唱會           | 2017年7月26日  | 臺北      | 臺北小巨蛋                       | 陳建騏 馬頔 盧凱彤                | 開唱前舉行"末路桃花聯誼路跑，跑出真幸福！"活動， 為演出暖場                         |
| 末路狂花 巡迴演唱會           | 2017年12月15日 | 上海      | Modern Sky LAB                   |                                   | 此為小型演出，定名為 "末路小狂花上海演唱會"                                         |
| 末路狂花 巡迴演唱會           | 2017年12月16日 | 杭州      | 酒球會                           |                                   | 此為小型演出，定名為 "末路小狂花杭州演唱會"                                         |
| 末路狂花 巡迴演唱會           | 2018年1月6日   | 深圳      | A8 Live 音樂現場                 |                                   | 此為小型演出，定名為 "末路小狂花深圳演唱會"                                         |
| 末路狂花 巡迴演唱會           | 2018年1月7日   | 廣州      | TU凸空間                         |                                   | 此為小型演出，定名為 "末路小狂花廣州演唱會"                                         |
| milk and honey 孕期限定演唱會 | 2018年8月26日  | 臺北      | 台北國際會議中心                 |                                   | 首次發表演唱「陪著你」                                                              |
| HAVE A NICE :DAY 巡迴演唱會   | 2021年12月11日 | 臺北      | 臺北小巨蛋                       |                                   | 首次大型巡演秒殺完售， 原訂7月10日因疫情影響宣佈延期。限定場次 完整發表演唱「抉擇」 |
| HAVE A NICE :DAY 巡迴演唱會   | 2021年12月12日 | 臺北      | 臺北小巨蛋                       | 影子計劃                          | 加場，原訂7月11日因疫情影響宣佈延期。 限定場次首唱「我的菜」                        |
| HAVE A NICE :DAY 巡迴演唱會   | 2022年7月23日  | 高雄      | 高雄巨蛋                         | 林宥嘉                            | 限定場次 翻唱蔡旻佑「獨佔」                                                         |
| HAVE A NICE :DAY 巡迴演唱會   | 2023年5月13日  | 臺北      | 臺北小巨蛋                       | 蔡旻佑                            | 定名為"HAVE A NICE :DAY 2 YOU台北小巨蛋演唱會"，為台北小巨蛋返場演出                |
| HAVE A NICE :DAY 巡迴演唱會   | 2023年5月14日  | 臺北      | 臺北小巨蛋                       | 那英、華晨宇、馬嘉祺 （越洋連線） | 定名為"HAVE A NICE :DAY 2 YOU台北小巨蛋演唱會"，為台北小巨蛋返場演出                |
| HAVE A NICE :DAY 巡迴演唱會   | 2023年9月2日   | 香港      | 九龍灣國際展貿中心 Star Hall     |                                   | 定名為"HAVE A NICE :DAY 2 YOU香港演唱會"                                            |
| HAVE A NICE :DAY 巡迴演唱會   | 2023年9月3日   | 香港      | 九龍灣國際展貿中心 Star Hall     | Crispy脆樂團（開場）              | 定名為"HAVE A NICE :DAY 2 YOU香港演唱會"                                            |
| HAVE A NICE :DAY 巡迴演唱會   | 2023年10月22日 | 上海      | 蜚聲上海                         |                                   | 定名為"LITTLE NICE :DAY 巡回演唱會"                                                 |
| HAVE A NICE :DAY 巡迴演唱會   | 2023年12月23日 | 廈門      | WOKESHOW星巢沃克秀               |                                   | 定名為"LITTLE NICE :DAY 巡回演唱會"                                                 |
| HAVE A NICE :DAY 巡迴演唱會   | 2024年1月12日  | 成都      | 大麥66LiveHouse成都              |                                   | 定名為"LITTLE NICE :DAY 巡回演唱會"                                                 |
| HAVE A NICE :DAY 巡迴演唱會   | 2024年2月18日  | 新加坡    | 新加坡濱海藝術中心音樂廳         |                                   | 為華藝節活動主辦．定名為"LITTLE NICE :DAY演唱會"                                    |
| HAVE A NICE :DAY 巡迴演唱會   | 2024年3月30日  | 北京      | 國家奧林匹克體育中心體育館       |                                   | 定名為"LITTLE NICE :DAY 巡迴演唱會"                                                 |
| HAVE A NICE :DAY 巡迴演唱會   | 2024年4月20日  | 廣州      | 亞運城綜合體育館                 |                                   | 定名為"LITTLE NICE :DAY 巡迴演唱會"                                                 |
| HAVE A NICE :DAY 巡迴演唱會   | 2024年4月27日  | 上海      | 靜安體育中心體育館               | 竇靖童                            | 定名為"LITTLE NICE :DAY 巡迴演唱會"                                                 |
| 怪奇的珍珠 巡迴演唱會         | 2025年9月13日  | 廣州      | 亞運城綜合體育館體操館           |                                   |                                                                                     |
| 怪奇的珍珠 巡迴演唱會         | 2025年9月18日  | 墨爾本    | 170 Russell                      |                                   | 首度踏出亞洲進行巡演                                                                |
| 怪奇的珍珠 巡迴演唱會         | 2025年9月20日  | 雪梨      | Metro Theatre                    |                                   |                                                                                     |

## 演出作品

### 舞台劇
| 年份          | 劇名                       | 飾演      | 附註              | 備註                                                                                      |
| 2008年        | 幾米音樂劇《向左走向右走》 | 天氣小姐W |                   |                                                                                           |
| 2010年        | 幾米音樂劇《向左走向右走》 | 天氣小姐W |                   |                                                                                           |
| 2012年        | 幾米音樂劇《地下鐵》       | 盲女      | 女主角            |                                                                                           |
| 2012年        | 沙丁龐客劇團《帽似真愛》   | -         | 擔任嘉賓歌手      |                                                                                           |
| 2013年-2015年 | 幾米音樂劇《向左走向右走》 | 離開小姐L | 女主角            | 包含〈賀歲加演場〉與〈秋冬巡演場〉                                                        |
| 2016年        | 幾米音樂劇《向左走向右走》 | 離開小姐L | 女主角            |                                                                                           |
| 2017年        | 幾米音樂劇《地下鐵》       | 盲女      | 特別演出          |                                                                                           |
| 2018年        | 幾米音樂劇《向左走向右走》 | 離開小姐L | 女主角 (部分場次) | 因演出期間已懷有身孕，為求演員有充足休息時間維持最佳狀態，與劉容嘉共演「離開小姐L」一角。 |
| 2022年        | 幾米音樂劇《向左走向右走》 | 離開小姐L | 女主角            | 心電感應版                                                                                |

### 電視劇
| 年份   | 劇名                                     | 飾演   | 附註     | 備註 |
| 2001年 | 《逆女》                                 | 瑤瑤   | 客串     |      |
| 2015年 | 《舞吧舞吧在一起》                       | 電台DJ | 特別客串 |      |
| 2016年 | 《公視人生劇展—曖昧時代》                | 于佩玟   | 女主角   |      |
| 2018年 | 《你的孩子不是你的孩子 —茉莉的最後一天》 | 趙醫生 | 特別演出 |      |

### 綜藝節目
| 年份   | 節目名稱            | 播出平台             | 附註     | 備註             |
| 2023年 | 《聲生不息·寶島季》 | 中國湖南衛視、芒果TV | 常駐嘉賓 |                  |
| 2024年 | 《一起聽團吧》      | 東森綜合台           | 選秀導師 | 擔任聽團大大一員 |

### 電影
| 年份   | 片名                 | 飾演           | 導演   | 備註 |
| 2008年 | 《花吃了那女孩》     | 林銘           | 陳宏一 |      |
| 2020年 | 《刻在你心底的名字》 | 吳若非（成年） | 柳廣輝 | 客串 |
| 2021年 | 《瀑布》             | 如萱           | 鍾孟宏 |      |
| 2024年 | 《八戒》             | 蜘蛛精         | 邱立偉 | 配音 |

### 短片
| 年份   | 片名                        | 飾演   | 導演   | 備註                 |
| 2020年 | 《金曲世家：敞開愛的大門 》 | 魏如萱 | 藍宏棋 | 第31屆金曲獎前導影片 |

### 頒獎典禮

#### 金曲獎
| 年份   | 典禮名稱                 | 擔任項目 | 備註                                                                                     |
| 2017年 | 《第28屆金曲獎頒獎典禮》 | 頒獎人   | 頒發最佳作詞人獎及最佳編曲人獎                                                           |
| 2019年 | 《第30屆金曲獎頒獎典禮》 | 評審委員 | 評審團之一，初審、複審及決審委員                                                         |
| 2020年 | 《第31屆金曲獎頒獎典禮》 | 主持人   | 個人擔綱主持                                                                             |
| 2021年 | 《第32屆金曲獎頒獎典禮》 | 頒獎人   | 頒發最佳華語男歌手獎                                                                     |
| 2022年 | 《第33屆金曲獎頒獎典禮》 | 表演者   | 與米莎共演，演唱曲目為〈末路狂花〉、〈大賞〉及〈管他什麼音樂〉                           |
| 2024年 | 《第35屆金曲獎頒獎典禮》 | 頒獎人   | 與魏如昀共同頒發最佳編曲人獎及最佳作詞人獎                                               |
| 2025年 | 《第36屆金曲獎頒獎典禮》 | 表演者   | 獻唱向逝世音樂人致敬，演唱曲目為〈一簾幽夢〉、〈彼個所在〉、〈愛愛愛〉及〈十分鐘的戀愛〉 |

#### 金音獎
| 年份   | 典禮名稱             | 擔任項目 | 備註 |
| 2017年 | 《第8屆金音創作獎》  | 表演者   | 與DJ Mykal a.k.a.林哲儀、TRASH開場共演 主題為《次元入口》，演唱曲目為〈I will be fine〉、〈In the end〉 |
| 2019年 | 《第10屆金音創作獎》 | 頒獎人   | 與鳳小岳共同頒發最佳另類流行專輯及單曲獎                                                                |

#### 金鐘獎
| 年份   | 典禮名稱                 | 擔任項目 | 備註                                                                            |
| 2021年 | 《第56屆金鐘獎頒獎典禮》 | 特別演唱 | 特別獻聲演唱追思逝世電視人播出片段，演唱曲目為〈Twinkle, Twinkle, Little Star〉 |

#### 金馬獎
| 年份   | 典禮名稱                 | 擔任項目 | 備註                                                                             |
| 2021年 | 《第58屆金馬獎頒獎典禮》 | 表演者   | 演唱曲目為〈變形金剛〉                                                           |
| 2023年 | 《第60屆金馬獎頒獎典禮》 | 特別演唱 | 特別獻唱插曲《凝聚眾人．直奔未來》開場影片，演唱曲目為〈被遺忘的時光〉           |
| 2024年 | 《第61屆金馬獎頒獎典禮》 | 表演者   | 與黃宣共演，主題為《造夢的人》 演唱曲目為〈卡門〉、〈我Love你〉及〈Mr. Sandman〉 |

## 廣播節目
| 主持期間             | 節目名稱      | 電台名稱    | 時段 |
| 2004年12月-2006年3月 | 《Wave P.S.》 | 中廣音樂網  | 每週六、週日晚上11點至12點 |
| 2007年-2011年1月31日 | 《i-happy》   | 中廣音樂網  | 原為每週二到週日凌晨12點至01點， 自2009年3月改為每週一到週五晚上10點至12點                                                                                         |
| 2011年4月18日-至今   | 《OH夜DJ》    | HitFM聯播網 | 每週一到週五晚上09點至11點， 自2013年8月6日起每週二到週六凌晨02點至04點重播， 故有「宵夜DJ」之稱，於2018年7月1日起停止重播時段， 更改為節目隔日Youtube上線完整重現 |

## 著作
| 發行日期     | 書籍名稱 | ISBN          | 註解                     |
| 2015年5月5日 | 《言花》 | 9789869166034 | 魏如萱 著，啟動文化 出版 |

## 獎項紀錄

### 團體獎項
| 年份 | 主辦單位／典禮名稱        | 獎項名稱                                          | 結果 |
| 2004 | 第十一屆新加坡金曲獎      | 最佳組合                                          | 提名 |
| 2004 | 第十一屆新加坡金曲獎      | 最佳新人                                          | 提名 |
| 2005 | 中華音樂人交流協會        | 2004年度十大專輯《C'est La Vie》                  | 獲獎 |
| 2005 | 中華音樂人交流協會        | 2004年度十大單曲〈自然捲〉                        | 獲獎 |
| 2005 | 第16屆金曲獎流行音樂類    | 最佳國語專輯獎《C'est La Vie》                    | 提名 |
| 2005 | 第16屆金曲獎流行音樂類    | 最佳樂團獎《C'est La Vie》                        | 提名 |
| 2006 | 2005年KKBOX數位音樂風雲榜 | KKBOX獨立創作精神獎                               | 獲獎 |
| 2006 | 中華音樂人交流協會        | 2005年度十大專輯《C'est La Vie Vol.2 大捲包小卷》 | 獲獎 |
| 2006 | 中華音樂人交流協會        | 2005年度十大單曲〈修鞋的阿伯〉                    | 獲獎 |
| 2006 | 中華音樂人交流協會        | 2005年度十大單曲〈風和日麗〉                      | 獲獎 |
| 2006 | 第17屆金曲獎流行音樂類    | 最佳樂團獎《C'est La Vie Vol.2 大捲包小卷》       | 提名 |

### 個人獎項
| 年份 | 主辦單位／典禮名稱             | 獎項名稱 | 結果   |
| 2009 | 第3屆 Freshmusic Awards        | 最佳合唱歌曲〈被雨傷透〉（與吳青峰共同獲獎）                                                                  | 獲獎   |
| 2010 | 第十六屆新加坡金曲獎           | 最佳演繹女歌手《優雅的刺蝟》                                                                                  | 提名   |
| 2011 | 中華音樂人交流協會             | 2010年度十大專輯《優雅的刺蝟》                                                                                | 獲獎   |
| 2011 | 中華音樂人交流協會             | 2010年度十大單曲〈我不是數學家〉                                                                              | 獲獎   |
| 2011 | 第十一屆華語音樂傳媒大獎       | 評審團專業致敬奬《優雅的刺蝟》                                                                                | 獲獎   |
| 2012 | 第5屆 Freshmusic Awards        | 年度專輯《優雅的刺蝟》                                                                                        | 獲獎   |
| 2012 | 第5屆 Freshmusic Awards        | 最佳女演唱人《優雅的刺蝟》                                                                                    | 獲獎   |
| 2012 | 2011 Hit FM年度十大專輯        | 十大專輯《不允許哭泣的場合》                                                                                  | 獲獎   |
| 2012 | 第一屆音樂推動者大獎AMP Awards | 年度專輯 Album of the Year《不允許哭泣的場合》                                                                | 提名   |
| 2012 | 中華音樂人交流協會             | 2011年度十大專輯《不允許哭泣的場合》                                                                          | 獲獎   |
| 2012 | 中華音樂人交流協會             | 2011年度十大單曲〈晚安晚安〉                                                                                  | 獲獎   |
| 2012 | 第23屆金曲獎流行音樂類         | 最佳國語專輯獎《不允許哭泣的場合》                                                                            | 提名   |
| 2012 | 第23屆金曲獎流行音樂類         | 最佳國語女歌手獎《不允許哭泣的場合》                                                                          | 提名   |
| 2012 | 第十二屆華語音樂傳媒大獎       | 最佳國語女歌手《不允許哭泣的場合》《在哪裡》                                                                  | 獲獎   |
| 2012 | 第3屆金音創作獎                | 【不分類型獎項】最佳專輯獎《不允許哭泣的場合》                                                                | 提名   |
| 2012 | 第3屆金音創作獎                | 【不分類型獎項】最佳創作歌手獎                                                                                | 提名   |
| 2012 | 第3屆金音創作獎                | 【類型音樂獎項】最佳搖滾專輯獎《不允許哭泣的場合》                                                            | 提名   |
| 2012 | 第3屆金音創作獎                | 【類型音樂獎項】最佳搖滾單曲獎〈隕石〉                                                                        | 提名   |
| 2013 | 第6屆 Freshmusic Awards        | 年度專輯《不允許哭泣的場合》                                                                                  | 獲獎   |
| 2013 | 第6屆 Freshmusic Awards        | 最佳女演唱人《不允許哭泣的場合》                                                                              | 獲獎   |
| 2013 | 第6屆 Freshmusic Awards        | 年度EP《在哪裡》                                                                                              | 獲獎   |
| 2013 | 批踢踢第七屆人氣藝人獎         | 年度最佳人氣廣播DJ                                                                                            | 第二名 |
| 2014 | 博客來年度百大                 | 2014年度華語暢銷歌手                                                                                          | 第四名 |
| 2014 | 第十五屆華語音樂傳媒大獎       | 最佳國語女歌手《還是要相信愛情啊混蛋們》                                                                      | 提名   |
| 2015 | 2014 Hit FM年度十大專輯        | 十大專輯《還是要相信愛情啊混蛋們》                                                                            | 獲獎   |
| 2015 | 第26屆金曲獎流行音樂類         | 最佳國語女歌手獎《還是要相信愛情啊混蛋們》                                                                    | 提名   |
| 2015 | 2015 HITO流行音樂獎            | Hito好聲音《還是要相信愛情啊混蛋們》                                                                          | 獲獎   |
| 2015 | 中華音樂人交流協會             | 2014年度十大專輯《還是要相信愛情啊混蛋們》                                                                    | 獲獎   |
| 2016 | 第51屆金鐘獎                   | 迷你劇集／電視電影新進演員獎《公視人生劇展—曖昧時代》                                                         | 提名   |
| 2016 | 2016高雄廣播節                 | 最受歡迎流行音樂節目及主持人《OH夜DJ-Waa魏如萱》 （HIT FM聯播網 高屏廣播電台）                                | 獲獎   |
| 2017 | 2016 Hit FM年度十大專輯        | 十大專輯《末路狂花》                                                                                          | 獲獎   |
| 2017 | 博客來年度百大                 | 2016年度華語暢銷歌手                                                                                          | 第四名 |
| 2017 | MusicRadio全球流行音樂金榜     | 2016年度最受歡迎創作女歌手《末路狂花》                                                                        | 提名   |
| 2017 | 2017 HITO流行音樂獎            | Hito唱作女聲《末路狂花》                                                                                      | 獲獎   |
| 2017 | 2017 HITO流行音樂獎            | 最受歡迎女歌手《末路狂花》                                                                                    | 提名   |
| 2017 | 中華音樂人交流協會             | 2016年度十大專輯《末路狂花》                                                                                  | 獲獎   |
| 2017 | 第28屆金曲獎流行音樂類         | 年度專輯獎《末路狂花》                                                                                        | 提名   |
| 2017 | 第28屆金曲獎流行音樂類         | 最佳國語專輯獎《末路狂花》                                                                                    | 提名   |
| 2017 | 第28屆金曲獎流行音樂類         | 最佳國語女歌手獎《末路狂花》                                                                                  | 提名   |
| 2017 | 第28屆金曲獎流行音樂類         | 最佳作曲人獎〈你啊你啊〉                                                                                      | 提名   |
| 2017 | 第8屆金音創作獎                | 【類型音樂獎項】最佳民謠單曲獎〈你啊你啊〉                                                                    | 提名   |
| 2018 | 第13屆KKBOX風雲榜              | 年度創作精神獎                                                                                                | 獲獎   |
| 2018 | 第29屆金曲獎流行音樂類         | 最佳作曲人獎〈不要不要〉（與陳珊妮共同作曲）                                                                  | 提名   |
| 2018 | 2018 HITO流行音樂獎            | Hito對唱歌曲〈不要不要〉（與陳珊妮共同獲獎）                                                                  | 獲獎   |
| 2018 | 中華音樂人交流協會             | 2017年度十大單曲〈不要不要〉（與陳珊妮共同獲獎）                                                              | 獲獎   |
| 2019 | 中華音樂人交流協會             | 2018年度十大單曲〈Don't Cry Don't Cry〉                                                                       | 獲獎   |
| 2019 | 第54屆金鐘獎                   | 音效獎《你的孩子不是你的孩子—媽媽的遙控器》 （與史旻玠、鄭元凱共同入圍）                                      | 提名   |
| 2020 | 2019 Hit FM年度十大專輯        | 十大專輯《藏著並不等於遺忘》                                                                                  | 獲獎   |
| 2020 | 2020 HITO流行音樂獎            | Hito女歌手《藏著並不等於遺忘》                                                                                | 獲獎   |
| 2020 | 2020 HITO流行音樂獎            | Hit Fm DJ最愛專輯《藏著並不等於遺忘》                                                                         | 獲獎   |
| 2020 | 2020 HITO流行音樂獎            | Hito作曲人〈彼個所在〉                                                                                        | 獲獎   |
| 2020 | 2020 HITO流行音樂獎            | Hito年度十大華語歌曲〈彼個所在〉                                                                              | 獲獎   |
| 2020 | 中華音樂人交流協會             | 2019年度十大專輯《藏著並不等於遺忘》                                                                          | 獲獎   |
| 2020 | 中華音樂人交流協會             | 2019年度十大單曲〈Ophelia〉                                                                                   | 獲獎   |
| 2020 | 2020 流行音樂全金榜            | Hit Fm 聯播網推崇歌手《藏著並不等於遺忘》                                                                     | 獲獎   |
| 2020 | 第31屆金曲獎流行音樂類         | 年度專輯獎《藏著並不等於遺忘》                                                                                | 提名   |
| 2020 | 第31屆金曲獎流行音樂類         | 最佳國語專輯獎《藏著並不等於遺忘》                                                                            | 提名   |
| 2020 | 第31屆金曲獎流行音樂類         | 最佳國語女歌手獎《藏著並不等於遺忘》                                                                          | 獲獎   |
| 2020 | 第11屆金音創作獎               | 【不分類型獎項】最佳現場演出獎 《Legacy Presents【2019都市女聲】 魏如萱 waa wei〈藏著並不等於遺忘〉台北加場》 | 提名   |
| 2020 | 第11屆金音創作獎               | 【類型音樂獎項】最佳另類流行歌曲獎〈彼個所在〉                                                                | 提名   |
| 2020 | 2020 MTV歐洲音樂大獎（EMA）    | 大中華區最受歡迎藝人                                                                                          | 提名   |
| 2020 | 第20屆南方音樂盛典             | 年度國語專輯《藏著並不等於遺忘》                                                                              | 獲獎   |
| 2020 | 第20屆南方音樂盛典             | 最佳國語女歌手《藏著並不等於遺忘》                                                                            | 獲獎   |
| 2020 | 第13屆 Freshmusic Awards       | 年度專輯《藏著並不等於遺忘》                                                                                  | 獲獎   |
| 2020 | 第13屆 Freshmusic Awards       | 最佳女演唱人《藏著並不等於遺忘》                                                                              | 獲獎   |
| 2022 | 2021 Hit FM年度十大專輯        | 十大專輯《HAVE A NICE DAY》                                                                                   | 獲獎   |
| 2022 | 2022 HITO流行音樂獎            | Hito年度十大華語歌曲〈HAVE A NICE DAY〉                                                                       | 獲獎   |
| 2022 | 2022 HITO流行音樂獎            | Hito進榜最久歌手《HAVE A NICE DAY》（26週）                                                                   | 獲獎   |
| 2022 | 2022 HITO流行音樂獎            | Hito女歌手《HAVE A NICE DAY》                                                                                 | 獲獎   |
| 2022 | 2022 HITO流行音樂獎            | 最受歡迎女歌手《HAVE A NICE DAY》                                                                             | 提名   |
| 2022 | 第7屆 LAVENDER MUSIC AWARDS    | 年度專輯獎《HAVE A NICE DAY》                                                                                 | 提名   |
| 2022 | 第7屆 LAVENDER MUSIC AWARDS    | 最佳演唱組合歌曲獎〈我的菜〉（與影子計劃合唱）                                                                | 提名   |
| 2022 | 第7屆 LAVENDER MUSIC AWARDS    | 最佳演唱組合歌曲獎〈EY〉（與蔣卓嘉合唱）                                                                      | 提名   |
| 2022 | 第7屆 LAVENDER MUSIC AWARDS    | 最佳女歌手獎《HAVE A NICE DAY》                                                                               | 獲獎   |
| 2022 | 第15屆 Freshmusic Awards       | 最佳女演唱人《HAVE A NICE DAY》                                                                               | 提名   |
| 2022 | 第33屆金曲獎流行音樂類         | 年度專輯獎《HAVE A NICE DAY》                                                                                 | 提名   |
| 2022 | 第33屆金曲獎流行音樂類         | 年度歌曲獎〈奶奶〉                                                                                            | 提名   |
| 2022 | 第33屆金曲獎流行音樂類         | 最佳華語專輯獎《HAVE A NICE DAY》                                                                             | 提名   |
| 2022 | 第33屆金曲獎流行音樂類         | 最佳華語女歌手獎《HAVE A NICE DAY》                                                                           | 提名   |
| 2022 | 第57屆金鐘獎                   | 主題歌曲獎〈查有此人〉《茶金》 （與陳建騏、葛大為、饒瑞軍共同入圍）                                           | 提名   |
| 2022 | 中華音樂人交流協會             | 2021年度十大專輯《HAVE A NICE DAY》                                                                           | 獲獎   |
| 2022 | 中華音樂人交流協會             | 2021年度十大單曲〈奶奶〉                                                                                      | 獲獎   |
| 2023 | 第1屆浪潮音樂大賞              | 最佳爵士歌曲〈哎呀哎呀〉                                                                                      | 提名   |
| 2025 | 2024 Hit FM年度十大專輯        | 十大專輯《珍珠刑》                                                                                            | 獲獎   |
| 2025 | 第3屆浪潮音樂大賞              | 年度專輯《珍珠刑》                                                                                            | 提名   |
| 2025 | 第3屆浪潮音樂大賞              | 最佳女歌手《珍珠刑》                                                                                          | 提名   |
| 2025 | 第18屆 Freshmusic Awards       | 年度10大專輯《珍珠刑》                                                                                        | 獲獎   |
| 2025 | 第18屆 Freshmusic Awards       | 最佳女演唱人《珍珠刑》                                                                                        | 提名   |
| 2025 | 第18屆 Freshmusic Awards       | 年度10大單曲〈例如離開〉                                                                                      | 提名   |
| 2025 | 第18屆 Freshmusic Awards       | 年度10大單曲〈可憐的東西〉（與竇靖童共同獲獎）                                                                | 獲獎   |
| 2025 | 2025 HITO流行音樂獎            | 最受歡迎女歌手《珍珠刑》                                                                                      | 提名   |
| 2025 | 2025 HITO流行音樂獎            | Hito女歌手《珍珠刑》                                                                                          | 獲獎   |
| 2025 | 2025 HITO流行音樂獎            | Hito年度十大華語歌曲〈你還是你嗎〉                                                                            | 獲獎   |
| 2025 | 第36屆金曲獎流行音樂類         | 年度專輯獎《珍珠刑》                                                                                          | 提名   |
| 2025 | 第36屆金曲獎流行音樂類         | 最佳華語專輯獎《珍珠刑》                                                                                      | 提名   |
| 2025 | 第36屆金曲獎流行音樂類         | 最佳華語女歌手獎《珍珠刑》                                                                                    | 獲獎   |
| 2025 | 第36屆金曲獎流行音樂類         | 最佳演唱錄音專輯獎《珍珠刑》                                                                                  | 提名   |

## 外部連結
- 魏如萱 waa wei的Facebook專頁
- 魏如萱 waa wei的Instagram帳戶
- 魏如萱 waa wei在Flickr上的页面
- 魏如萱 waa wei的MySpace主頁
- 魏如萱 waa wei的新浪微博
- 魏如萱 waa wei db-db （页面存档备份，存于）
- YouTube上的魏如萱 waa wei頻道
- 好多音樂forgood music 官方網站 （页面存档备份，存于）
- forgood 好多音樂的Facebook專頁
- 花室maisondewaa （页面存档备份，存于）